# The Order
The Order er en amerikansk film fra 2024 af Justin Kurzel.

## Medvirkende
- Jude Law  som Terry Husk
- Nicholas Hoult som Bob Mathews
- Tye Sheridan som Jamie Bowen
- Jurnee Smollett som Joanne Carney
- Alison Oliver som Debbie Mathews
- Odessa Young som Zillah Craig
- Sebastian Pigott som Bruce Pierce
- George Tchortov som Gary Yarbrough